# アンナ・デ・ノベリス
アンナ・デ・ノベリス（Anna De Novellis）はイタリアの柔道選手。階級は48kg級。

## 人物
1980年にニューヨークで初開催となった女子の世界選手権48kg級に出場して決勝まで進むが、イギリスのジェーン・ブリッジに合技で敗れたものの銀メダルを獲得した。1981年からヨーロッパ選手権では2年連続して2位になった。

## 主な戦績
- 1979年 - ブラチスラバ国際大会　優勝
- 1979年 - バルセロナ国際大会　2位
- 1980年 - 世界選手権　2位
- 1981年 - ヨーロッパ選手権　2位
- 1981年 - イギリス国際　3位
- 1982年 - ヨーロッパ選手権　2位